# Bregninge (Lolland)
 For alternative betydninger, se Bregninge. (Se også artikler, som begynder med Bregninge)
Bregninge er en lille landsby på Sydøstlolland, beliggende i Guldborgsund Kommune der tilhører Region Sjælland.
Navnet er sandsynligvis afledt af plantenavnet ”bregne” + endelsen -inge. Denne endelse indicerer at stednanvnet stammer fra Jernalderen, altså fra før år 800. Byer med -inge navne hører til landets ældste bebyggelser og er sædvanligvis store (sammenlign med nabobyen Kettinge). Der har i Bregninge været en adelig sædegård som ejedes af væbner Jordan Holst 1462. 

## Administrativt/kirkeligt tilhørsforhold

### Tidligere
- Musse Herred, Ålholm Len, Ålholm Amt, Maribo Amt, Storstrøms Amt, Kettinge-Bregninge Sognekommune, Nysted Kommune
- Fyens Stift

### Nuværende
- Region Sjælland, Guldborgsund Kommune
- Lolland-Falsters Stift, Lolland Østre Provsti, Kettinge-Bregninge Pastorat, Bregninge Sogn

## Andre forhold
Det er bemærkelsesværdigt at sognets skole frem til ca. 1960, og sognets kirke stadig ligger i en anden bebyggelse, nemlig Grønnegade. Bregninge består i dag af ganske få huse.

## Galleri
- Indkørsel til Bregninge Kirke
- Bregninge Kirke
- Bregninge Kirkes klokkestabel